# Giuseppe Betori
Giuseppe Betori (Foligno, 25 febbraio 1947) è un cardinale e arcivescovo cattolico italiano, dal 18 aprile 2024 arcivescovo emerito di Firenze.

## Biografia
È nato a Foligno, sede vescovile in provincia di Perugia, il 25 febbraio 1947.

### Formazione e ministero sacerdotale
Ha compiuto la formazione sacerdotale prima presso il Pontificio seminario regionale umbro e successivamente presso il Pontificio istituto biblico dove è stato allievo di Carlo Maria Martini.
Il 26 settembre 1970 è stato ordinato presbitero dal vescovo Siro Silvestri. 
In seguito è stato docente di sacra scrittura nell'Istituto Teologico di Assisi dove ha avuto come allievo Giulio Michelini. Durante il suo ministero sacerdotale ha ricoperto vari altri incarichi tra i quali spicca il ruolo di parroco di San Michele Arcangelo in Cave (Foligno), direttore dell'Ufficio Catechistico Nazionale, sottosegretario della Conferenza Episcopale Italiana e organizzatore della Giornata Mondiale della Gioventù di Roma in occasione del Giubileo del 2000. Dal febbraio 1984 fino al maggio 2001 è stato canonico del capitolo della cattedrale di San Feliciano. È stato inoltre segretario generale del sinodo diocesano di Foligno celebratosi dal gennaio 1986 al maggio 1991 e presieduto dal vescovo Giovanni Benedetti.
A livello regionale è stato dal 1977 al 1991 membro della segreteria del "Centro regionale umbro di pastorale", che ha retto come direttore dal 1981 al 1985. La collaborazione con la Conferenza Episcopale Italiana, iniziata nella stesura dei catechismi elaborati dall'Ufficio Catechistico Nazionale, si è estesa poi alla segreteria generale, negli studi preparatori e nella redazione di diversi documenti. Dal 1986 al 1991 è stato membro del comitato per gli istituti di scienze religiose.
Dal 1980 è socio ordinario dell'"Accademia fulginia di lettere scienze e arti di Foligno" e, dal 1998, socio della "Società internazionale di studi francescani". Dal 1995 al 2008 è stato membro della commissione di vigilanza del Pontificio seminario lombardo in Roma. È stato coordinatore della segreteria del terzo convegno ecclesiale nazionale celebratosi a Palermo nel 1995. Ha fatto parte del comitato preparatorio del ventitreesimo congresso eucaristico nazionale di Bologna (1997) come membro della commissione teologica.
Ha speso gran parte del suo mandato sacerdotale come assistente dell'Istituto San Carlo di Foligno aiutando i giovani della diocesi a diventare adulti nella fede e cittadini responsabili.

### Ministero episcopale e cardinalato

#### Segretario generale della CEI

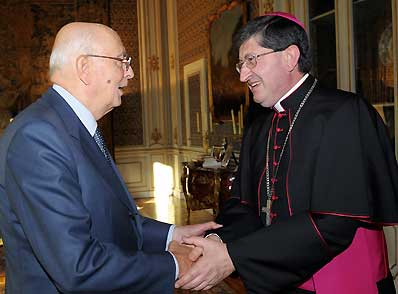
L'arcivescovo Giuseppe Betori (ora cardinale) con il presidente della Repubblica Italiana Giorgio Napolitano

È stato nominato da papa Giovanni Paolo II all'incarico di segretario generale della CEI il 5 aprile 2001 con lettera del Cardinale segretario di Stato, Angelo Sodano n. 477945/P del 2 aprile 2001 e, allo stesso tempo, vescovo titolare di Falerone; succedette all'arcivescovo Ennio Antonelli, precedentemente nominato arcivescovo metropolita di Firenze. Ha ricevuto l'ordinazione episcopale il 6 maggio seguente, nella cattedrale di San Feliciano a Foligno, dal cardinale vicario Camillo Ruini, allora presidente della CEI, co-consacranti Ennio Antonelli, arcivescovo metropolita di Firenze (poi cardinale), Antonio Buoncristiani, arcivescovo metropolita di Siena-Colle di Val d'Elsa-Montalcino, Giovanni Benedetti, vescovo emerito di Foligno e Arduino Bertoldo, vescovo di Foligno.
Ha rivestito gli incarichi di presidente della Commissione Presbiterale Italiana, presidente del Centro Universitario Cattolico e presidente del consiglio di amministrazione della Fondazione di Religione Santi Francesco d'Assisi e Caterina da Siena.
Il 6 aprile 2006 papa Benedetto XVI lo ha riconfermato nell'incarico di segretario generale della CEI, per un ulteriore quinquennio.

#### Arcivescovo di Firenze

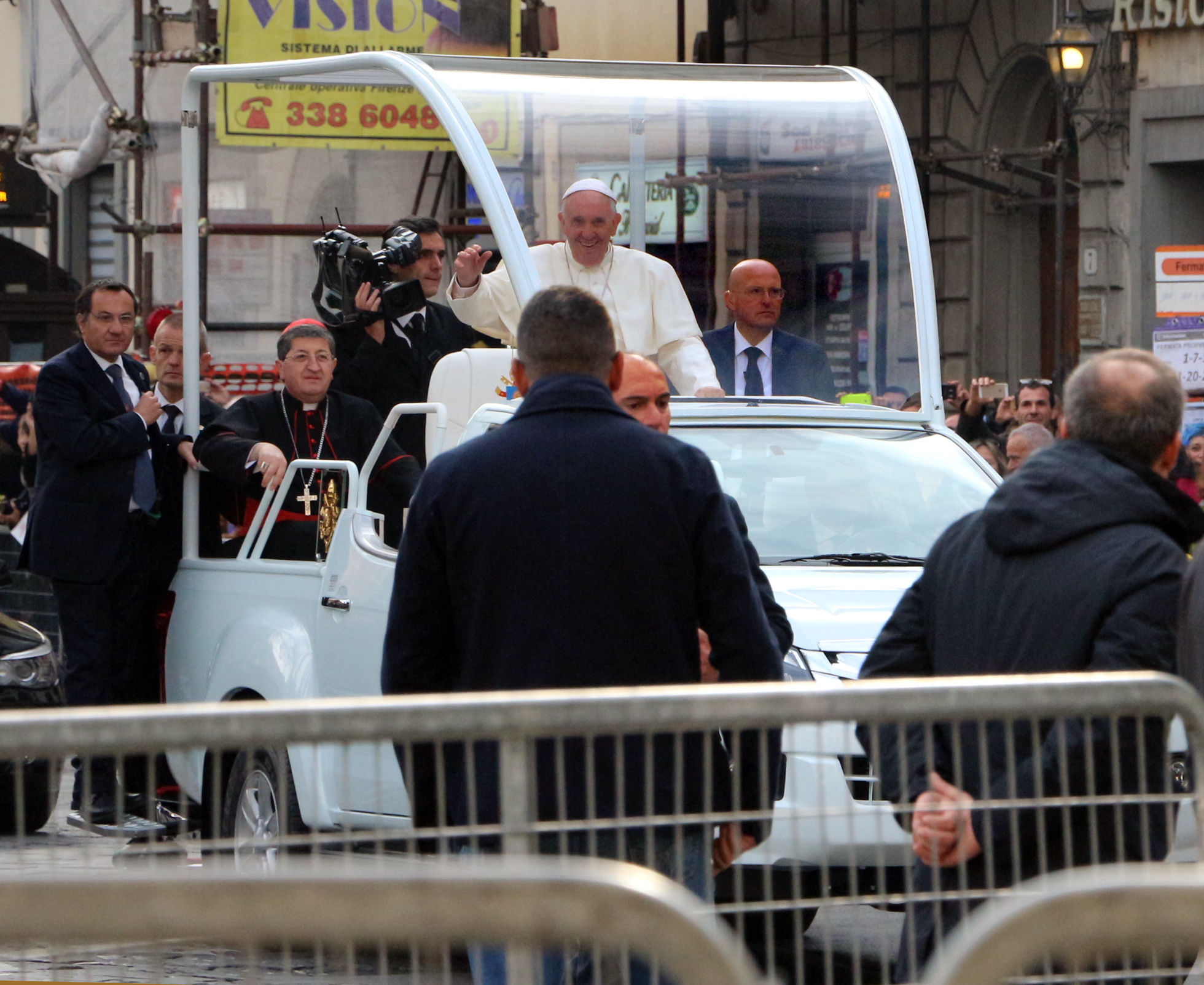
Il cardinale Betori con papa Francesco in visita a Firenze

L'8 settembre 2008 lo stesso papa lo ha nominato arcivescovo di Firenze.
Ha fatto il suo ingresso nell'arcidiocesi fiorentina il 26 ottobre seguente, dopo aver ricevuto il pastorale dal cardinale Ennio Antonelli suo predecessore.
Il 29 giugno 2009, giorno della solennità dei santi Pietro e Paolo, papa Benedetto XVI gli ha concesso il pallio, segno distintivo degli arcivescovi metropoliti.
È presidente della Conferenza episcopale toscana dal 10 febbraio 2009.
Il 4 novembre 2011, a Firenze, ha subìto un attentato da parte di uno sconosciuto, che ha ferito il suo segretario don Paolo Brogi con un colpo di pistola e poi avrebbe tentato di uccidere lo stesso Betori.
Papa Benedetto XVI lo ha creato cardinale nel concistoro del 18 febbraio 2012, assegnandogli il titolo di San Marcello. Fino alla creazione del cardinale Pietro Parolin è stato il porporato italiano più giovane.
Ha preso parte al conclave del 2013, che ha eletto papa Francesco, e al conclave del 2025, che ha eletto papa Leone XIV.
Il 17 maggio 2014 papa Francesco lo ha nominato membro del Pontificio consiglio per i laici. Il 9 giugno lo stesso papa lo ha nominato membro della Congregazione per il clero. Dopo essere stato membro della Congregazione per l'Educazione Cattolica, del Pontificio Consiglio per i Laici e del Pontificio Consiglio per la Cultura, al momento è membro della Congregazione per il Clero e della Congregazione per le Cause dei Santi.
Su sua richiesta il papa ha tolto nell'aprile 2014 la proibizione di stampa e di diffusione del libro "Esperienze Pastorali" di don Lorenzo Milani. Nella Visita del Pontefice alla Tomba di Don Milani a Barbiana (20 giugno 2017), ha condiviso il riconoscimento della esemplarità della figura del prete fiorentino, pur escludendo l'ipotesi di apertura di una causa di beatificazione..
Il 14 dicembre 2017, su istanza del Comune di Sesto Fiorentino, ha siglato un protocollo di intesa con il Comune di Sesto, l'UCOII di Firenze e l'ateneo locale per la cessione di un'area di circa 8.3 ettari di proprietà dell'arcidiocesi alla comunità islamica. La Curia ha contestualmente sottoscritto l'impegno ad acquistare una superficie di 2.5 ettari dall'Università di Firenze. Il centro si rivolge alla comunità islamica di Sesto (circa cento persone) e a quella fiorentina.
Si tratta di uno dei primi accordi di questo tipo stipulati in Italia, tesi a dare attuazione alla libertà religiosa e di culto sancite dal Concilio Vaticano II e a supportare concretamente le altre religioni abramitiche attraverso l'aiuto materiale necessario a dare effettività a tale diritto. Al 2019, l'edificazione non era ancora stata avviata.
Il 24 febbraio 2022, giorno precedente il compimento dei 75 anni, ha inviato al papa la lettera di dimissioni dal governo dell'arcidiocesi di Firenze per raggiunti limiti di età, che sono state accettate con la formula donec aliter provideatur (cioè «finché non si provveda altrimenti»). Il 18 aprile 2024 papa Francesco ha nominato suo successore Gherardo Gambelli, del clero di Firenze. È rimasto amministratore apostolico dell'arcidiocesi fino all'ingresso del nuovo arcivescovo, avvenuto il 24 giugno seguente. Da arcivescovo emerito si è ritirato in un appartamento nel centro storico di Firenze.
Nel gennaio 2024 si è espresso a favore della dichiarazione Fiducia supplicans del Dicastero per la dottrina della fede.

## Genealogia episcopale e successione apostolica
La genealogia episcopale è:
- Cardinale Scipione Rebiba
- Cardinale Giulio Antonio Santori
- Cardinale Girolamo Bernerio, O.P.
- Arcivescovo Galeazzo Sanvitale
- Cardinale Ludovico Ludovisi
- Cardinale Luigi Caetani
- Cardinale Ulderico Carpegna
- Cardinale Paluzzo Paluzzi Altieri degli Albertoni
- Papa Benedetto XIII
- Papa Benedetto XIV
- Papa Clemente XIII
- Cardinale Bernardino Giraud
- Cardinale Alessandro Mattei
- Cardinale Pietro Francesco Galleffi
- Cardinale Giacomo Filippo Fransoni
- Cardinale Carlo Sacconi
- Cardinale Edward Henry Howard
- Cardinale Mariano Rampolla del Tindaro
- Cardinale Gennaro Granito Pignatelli di Belmonte
- Cardinale Pietro Boetto, S.I.
- Cardinale Giuseppe Siri
- Cardinale Giacomo Lercaro
- Vescovo Gilberto Baroni
- Cardinale Camillo Ruini
- Cardinale Giuseppe Betori

La successione apostolica è:
- Vescovo Stefano Manetti (2014)
- Vescovo Giovanni Roncari, O.F.M.Cap. (2015)
- Vescovo Giovanni Nerbini (2019)
- Arcivescovo Andrea Bellandi (2019)
- Vescovo Giovanni Paccosi (2023)
- Arcivescovo Gherardo Gambelli (2024)

## Araldica
| Stemma | Blasonatura |
| ------ | --- |
|        | Scudo bucranico, arma d'azzurro alla sbarra d'argento accompagnata da una stella a sei punte d'oro in capo, libro della Sacra Scrittura in punta, la sbarra è caricata con i gigli di Firenze bottonati in numero di tre in ossequio al concetto Trinitario, pallio inserito, come di consueto, alla base dello scudo, sotto di esso il motto Deo et Verbo Gratiae |

## Riconoscimenti
- Accademico d’Onore all'Accademia delle Arti del Disegno.[17]
- Fiorino d'oro conferitogli dal Comune di Firenze il 24 giugno 2015[18]
- Melvin Jones Fellow conferitogli dal Lions Clubs il 13 aprile 2013[19]